# Plecotus ariel
Plecotus ariel is een vleermuis uit het geslacht der grootoorvleermuizen (Plecotus) die alleen bekend is van het holotype, dat in 1910 gevangen is in Kangding in de Chinese provincie Sichuan. Deze soort wordt vaak tot de grijze grootoorvleermuis (P. austriacus) gerekend, maar wordt nu als een aparte soort binnen de P. auritus-groep erkend.
Het is een grote, donkerbruine soort. Het gezicht is bijna zwart, maar het voorhoofd is lichtbruin. De rest van het lichaam is donkerbruin. Het staartmembraan is naakt. De voeten zijn nauwelijks behaard. De voorarmlengte bedraagt 43,20 mm, de duimlengte 7,68 mm en de schedellengte 17,38 mm.